# Bess de Hardwick

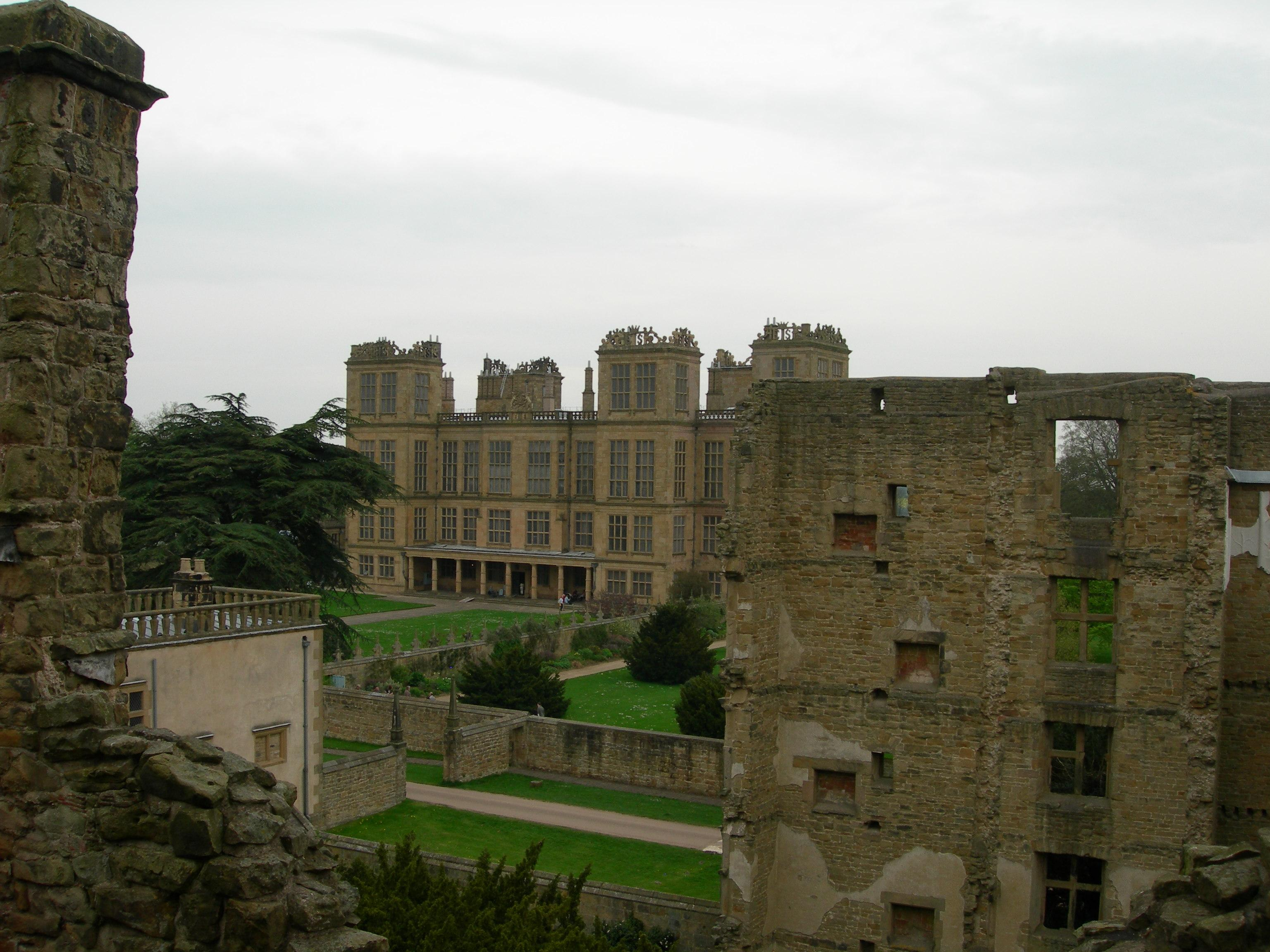
Hardwick Hall

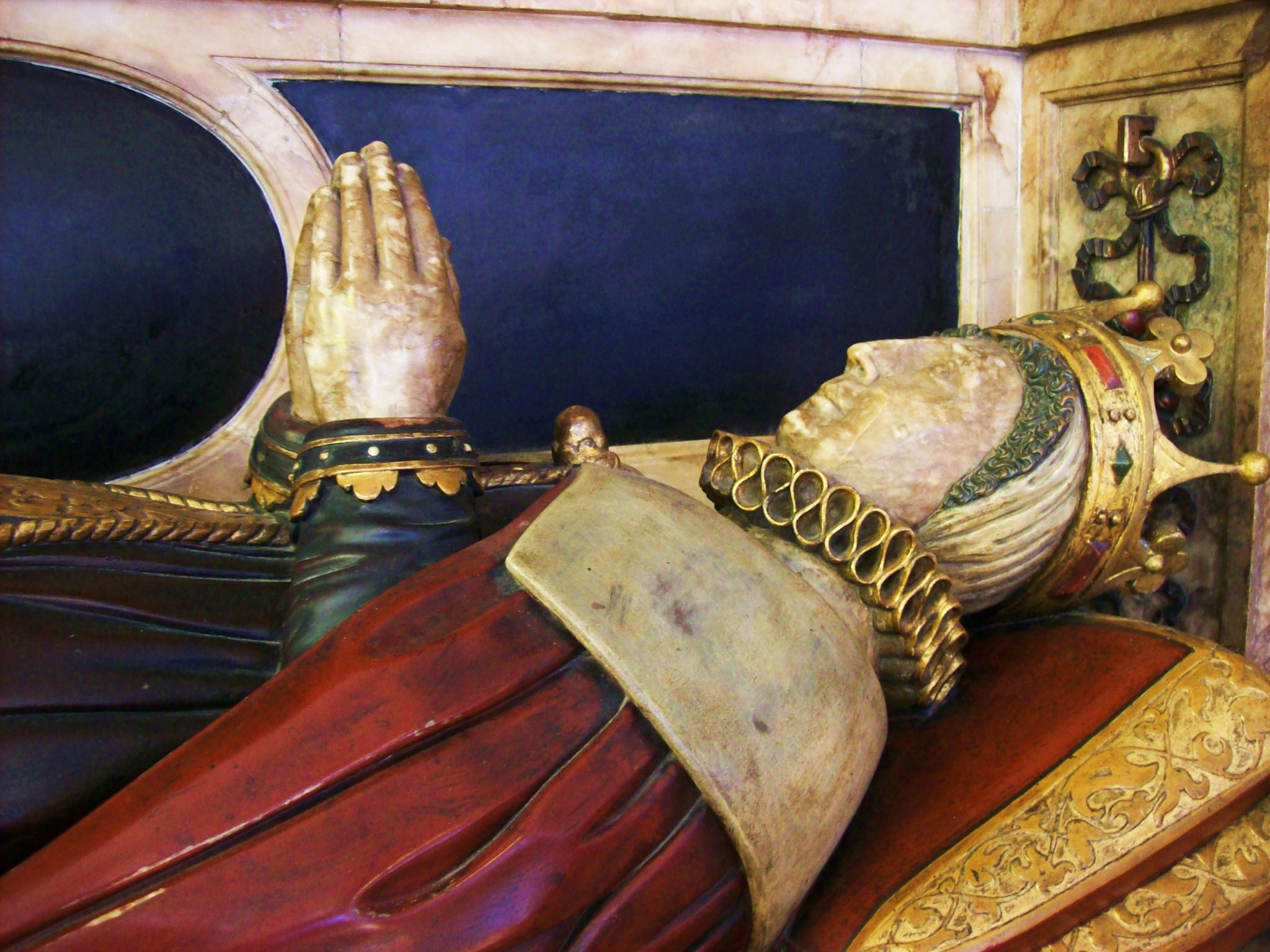
Tumba de Bess de Hardwick en la Catedral de Derby

Elizabeth Talbot, Condesa de Shrewsbury (c. 1527-1608), conocida como Bess de Hardwick fue una noble inglesa, que construyó tres grandes obras de la época isabelina: Chatsworth, Hardwick Hall y Oldcotes.

## Biografía
Fue hija de John Hardwick de Derbyshire y de su esposa Elizabeth Leeke. Su padre murió apenas ella nació y su madre se volvió a casar. Su padrastro fue a prisión por deudas cuando ella tenía 10 años por lo que vivieron con bastantes dificultades. A los 12, Bess fue enviada como dama de compañía de una pariente que había estado al servicio de Ana Bolena y de Jane Seymour, con lo cual tomó contacto con la corte de Enrique VIII.
Se casó cuatro veces. Cuando tenía 15 años, con Robert Barlow quien murió dos años después. En ese momento heredó un tercio de los ingresos de las propiedades de los Barlow. Posteriormente, en 1547, lo hizo con Sir William Cavendish que era tesorero de Enrique VIII y quien había hecho fortuna con la expropiación de los bienes de la iglesia católica. Él siguió los consejos de su esposa para mudarse a Chatsworth desde su residencia en Suffolk.

## Obras

### Chatsworth
En 1553 Cavendish y Hardwick iniciaron la construcción de esta nueva casa a orillas del río Derwent, y aunque Cavendish falleció cuatro años después, ella prosiguió las obras y las terminó en la década siguiente. Durante este matrimonio, además de la construcción de la mansión, Bess tuvo ocho hijos.
Enclavada en un área parquizada y rodeada de colinas boscosas, la mansión tenía una planta rectangular y un patio central. El edificio original medía 50 x 60 metros y su fachada se realzaba con cuatro torretas. Se ingresaba a través de un gran hall que continuaba la tradición medieval. Con el correr del tiempo fue ampliada y remodelada por sus sucesivos dueños.  Es hoy uno de los sitios patrimoniales más importantes de Inglaterra.
En 1559 Bess contrajo matrimonio con sir William St Loe quien falleció en 1565. En ese momento se convirtió en la mujer más rica de Inglaterra después de la reina Isabel I.
Posteriormente Bess de Hardwick se casó con George Talbot, Conde de Shrewsbury. Juntos cuidaron el cautiverio de María Estuardo en Chatsworth. Entre 1569 y 1571 Bess y la reina de Escocia compartieron momentos bordando. El resultado fueron los tapices de Oxburgh, una serie de piezas bordadas que fueron ensambladas sobre un terciopelo, que actualmente forman parte de la colección del museo Victoria & Albert. Ella era especialmente hábil con las labores de punto y realizó una falda de complejos dibujos para Isabel I. Hoy tenemos constancia del diseño por un cuadro de la reina luciendo la prenda, que Bess mandó a realizar. Especialmente interesada en esta actividad en 1601 ordenó realizar un inventario de los textiles, tapices, bordados y tejidos, de todas sus propiedades solicitando a sus herederos que los preserven para siempre. La colección, hoy conocida como los textiles de Hardwick Hall es la más grande sobre el tema en manos de privados.

### Hardwick Hall
Elizabeth Hardwick fue contemporánea de Andrea Palladio. Se destacó realizando negocios incluyendo la minería y talleres de producción de vidrios.
Después de la muerte de Talbot, a los 63 años, ella construye Hardwick Hall en Derbyshire junto al arquitecto Robert Smythson (1530-1614). El archivo que ella llevaba registra 375 personas trabajando en la construcción, muchos de los cuales ya habían trabajado en Chatsworth.
Se trata de uno de los primeros ejemplos de arquitectura renacentista en Inglaterra. La mansión está situada en una colina, cerca de su lugar de origen, y es una demostración del poderío y riqueza de su propietaria. Ella coronó la fachada con sus iniciales "ES" (Elizabeth Shrewsbury), las mismas que colocaba al pie de sus bordados.
Las ventanas son excepcionalmente grandes y numerosas lo que fundamentó el dicho: "Hardwick Hall, more glass than wall" (Hardwick Hall, más vidrio que paredes). El vidrio provenía de las fábricas de ella. Para conseguir esta envolvente liviana, las chimeneas están construidas sobre los muros internos. Otra novedad de Hardwick es que tiene un gran hall ubicado en el eje de ingreso de la casa a diferencia de las casas tradicionales que lo tenían ubicado a un lado de la entrada. La mansión ha sido señalada por el historiador Dan Cruickshank como uno de los 5 mejores edificios de Inglaterra. El edificio principal de la Exhibición del Centenario en Filadelfia en 1876 se inspira en su fachada. También lo hacen Alison y Peter Smithson en la Escuela de Hunstanton (1945).
El edificio se caracteriza por sus largas galerías y por su gran salón con frisos de yeso que ilustran escenas de caza. En este edificio está exhibida hoy su colección de textiles que pertenece al National Trust desde 1959. La casa está rodeada por un bello jardín y el Old Hall, lugar que servía para albergar a los huéspedes, se encuentra en ruinas.

### Oldcotes
La tercera mansión que realizó Bess de Hardwick fue Oldcotes en iniciada en 1593 y finalizada en 1598. Estaba localizada cerca de Hardwick y fue creada como casa de su hijo William y su familia. No quedan rastros actualmente de esta obra.
Las actividades referidas a la construcción se reflejan en las cartas que se conservan de ella.
El último proyecto que realizó junto a John Smythson fue su tumba en la Catedral de Derby que reza: "La muy celebrada Elizabeth condesa de Shrewsbury fue constructora (fabricatrix) de Chatsworth, Hardwick Hall y Oldcotes, mansiones distinguidas por su magnificencia."